# Luigi Perugini
Luigi Perugini (Roma, 11 novembre 1919 – ...) è stato un calciatore italiano, di ruolo attaccante.

## Carriera
Da giovane fece parte del Colleferro, con cui giocò la prima stagione ufficiale della squadra sotto la FIGC, ma ottenne i suoi primi successi e il trampolino di lancio definitivo militando nelle file della Polisportiva Gaeta per due stagioni, fino al 1940, sfiorando con la squadra biancorossa la Promozione dalla Prima Divisione alla Serie C, sfuggita alla squadra tirrenica solo a causa dell'interruzione dei Campionati dilettantistici dovuti alla dichiarazione di guerra del 10 giugno 1940.
Durante la pausa dei Campionati per il conflitto bellico mondiale, chiamato dal suo grande amico e compagno di squadra nella Polisportiva Gaeta Antonio Riciniello, disputò il Campionato Romano di Guerra 1943-44 nelle file della Ala Italiana - Tirrena, giocando contro Roma e Lazio e mettendo a segno contro la Lazio Campione la rete della vittoria per 4-2 nella partita disputata il 2 giugno 1944, alle ore 17:00, nello Stadio del Partito Nazionale Fascista (attuale Stadio Flaminio).
A fine Campionato realizzò complessivamente 10 reti, piazzandosi alle spalle dei grandi campioni appartenenti a Roma e Lazio Lombardini, Koenig, Amadei e Krieziu.
Classifica Cannonieri Campionato Romano
di guerra stagione 1943-44
| reti | 21 | Umberto Lombardini | Lazio    |
| "    | 16 | Engelbert Koenig   | Lazio    |
| "    | 16 | Amedeo Amadei      | Roma     |
| "    | 11 | Naim Krieziu       | Roma     |
| "    | 10 | Luigi Perugini     | Tirrenia |

Le sue eccellenti prestazioni e soprattutto i suoi goal non sfuggirono alle maggiori Società professionistiche nazionali, che se lo contesero durante la campagna di ricostruzione delle squadre partecipanti al massimo Campionato nell'estate 1945, in cui Luigi Perugini fu vicino al trasferimento prima alla Roma e poi al Napoli.
Alla fine si aggiudicò le sue prestazioni il Palermo, fresco ripescato dalla Serie B e inserito nel Campionato di Serie A - B Centro-Sud 1945 - 1946.
Perugini esordì in Serie A con la maglia del Palermo il 21 ottobre 1945 in Palermo-Bari (0-2).
Il Palermo si classificò al settimo posto in classifica, a pari punti con la Lazio, fallendo la qualificazione al Girone Finale di Divisione Nazionale al termine del quale si laureò Campione d'Italia il leggendario Grande Torino di Capitan Valentino Mazzola.
È il primo calciatore nella storia della Polisportiva Gaeta ad aver esordito e messo a segno una rete in Serie A.